# Eustațiu Stoenescu
Pour les articles homonymes, voir Stoenescu.
Eustațiu Stoenescu, né le 14 mai 1884 à Craiova et mort le 13 septembre 1957 à New York, est un peintre roumain. Il étudie à l'Académie Julian et à l'École nationale supérieure des beaux-arts de Paris avec JP Laurens, avec qui il collabore à des cartons de tapisserie et des décorations murales. Eustațiu Stoenescu peint des scènes de genre, des paysages, des natures mortes, remarquables par la subtilité des tons gris ("Nature morte au citron"), mais il est surtout un portraitiste virtuose, exceptionnel par son don de l'expression laconique et sa vision distante, solennelle mais non dénuée d'expressivité  ("Amatorul de tablouri", 1941 ).
Distingué, élégant, souriant, Eustațiu Stoenescu mène une vie étrange, légèrement romantique et encore indéfinie. Constamment présent dans les cercles sociaux de l'époque, Eustațiu est toujours perçu comme un personnage cosmopolite, raffiné et quelque peu arrogant. Peintre de grand talent, considéré par les critiques comme l'un des plus grands portraitistes de son temps, Eustațiu Stoenescu moins connu après la Seconde Guerre mondiale, il est presque oublié après sa mort.
Il entre en contact avec la peinture à l'âge de 15 ans, lorsque le peintre français Léopold Durangel (1828-1898) vient chez ses parents faire un portrait de sa mère. Après avoir visité l'Exposition rétrospective Nicolae Grigorescu, inaugurée en 1897 à Bucarest, dans la salle de l'Athénée roumain, il décide irréversiblement de suivre le même chemin. Il part en France avec Nicolae Titulescu et étudie la peinture. Si au début de sa carrière, ses thèmes sont influencés par Grigorescu, Stoenescu il se détache progressivement de toute influence, construisant un style fortement personnel.

## Biographie
Eustațiu Ion Mihai Stoenescu naît le 14 mai 1884 dans la famille de Grigore et Matilda Stoenescu. Son premier contact avec la peinture a lieu à l'âge de 15 ans, lorsque le peintre français A.V. Léopold Durand Durangel est engagé pour réaliser le portrait de sa mère. Entre 1890 et 1900, Eustațiu  fréquente l'école primaire et le lycée du collège de Craiova. Il peint pendant les vacances d'été à Bradesti, sur les rives de la rivière Jiu. Il visite en 1897 une exposition de Nicolae Grigorescu où il commence à faire des croquis malgré l'insatisfaction évidente d'Al. Tzigara-Sarmucaș y est présent.
En 1900, il se rend à Paris avec Nicolae Titulescu pour poursuivre ses études, étant logé chez ce dernier. Eustațiu Stoenescu devient l'élève de Jean-Paul Laurens et travaille dans son atelier jusqu'en 1911. Il y rencontre Jean Alexandru Steriadi, Camil Ressu, Nicolae Dărăscu, Samuel Mützner, Costică Petrescu, Pierre Gaudreault, André Dunoyer de Segonzac, L. Fr. Biloul, Valdo Barbey et bien d'autres. Il s'inscrit en 1902 et suit en parallèle les cours de l'École nationale supérieure des beaux-arts de Paris. Il fait ses débuts simultanément au Salon Officiel Société Française et à l'Exposition de la Société Artistique " Theodor Aman " à Craiova. Il devient intime dans l'atelier du Dépôt de Marbres de Jean-Paul Laurens avec Auguste Rodin et Antoine Bourdelle.
À partir de 1906, une série d'expositions se succèdent, la première au Salon Officiel de Paris, suivie de la Jeunesse Artistique et de l'Exposition du Jubilé où il remporte la médaille d'or. Ses expositions au Salon officiel de Paris deviennent régulières jusqu'en 1911, année où il reçoit une mention honorable pour son tableau "Gitans sur la route".
En 1936, Eustațiu Stoenescu est nommé professeur de peinture à l'Académie des beaux-arts de Bucarest. En 1941, il devient recteur de l'Académie des Arts.

## Autres expositions
- 1914 - Salon officiel de Paris, son tableau "Petit déjeuner" reçoit la Médaille d'Argent.
- 1915 - " Jeunesse Artistique ", expose dix tableaux
- 1915 - Salon Officiel de Paris, obtient la Médaille de première classe pour le Portrait de la poétesse Elena Văcărescu, avec Ștefan Luchian
- 1916 - Salon officiel à Paris et "Jeunesse Artistique".
- 1920 - Salon d'Automne de Paris. expose les tableaux « Bourse de Paris », « Portrait de la duchesse d'Uzès »
- 1921 - Galerie MMBernheim - Jeune de Paris, exposition personnelle
- 1922 - Salon officiel de Paris, expose "Portrait de la baronne Levavasseur" et "Portrait du comte Chasigne"
  - Anvers ( Belgique ), est présente à une exposition de dix tableaux.
  - Athénée roumain, exposition avec Ion Jalea et Clara Sulzer.
- 1923 - Craiova, exposition personnelle
- 1924 - Biennale de Venise, exposition "Portrait gouvernance Kinst Amelia (Vieux)" "Portrait peintre Stephen Popoescu" "Portrait peintre Jean-Paul Laurens' et vues de Venise.
- 1925 - Salon officiel à Paris, expose "Portrait du peintre Jean-Paul Laurens". Son tableau a été acheté par l'État français. Il peint à Paris, Venise et Craiova. Il expose deux toiles à l'Exposition des Arts Décoratifs, inaugurée au "Jeu-de Paume", neuf dans une galerie de Londres et d'autres à l'Exposition Internationale de Pittsburgh (États-Unis).
- 1926 - Craiova, l'exposition du cercle artistique Olt (dont il fut président d'honneur).
- 1926 - Galerie Jean Charpanrier à Paris, exposition personnelle.
- 1927 - Salle "Ileana" Bucarest, une exposition personnelle. Expositions "Portrait de l'Abbé Mugnier" et "Portrait de la gouvernante Mademoiselle Mac'Canell (Vieille femme en noir)".
- 1928 - Salon officiel à Paris, à la Biennale de Venise et à la "Jeunesse Artistique".
- 1930 - New York - Durand Ruel Gallery et Sterner Gallery, exposition personnelle
- 1930 - Chicago - Musée d'Art
- 1930 - Cleveland - Museum of Art et San Francisco - Musée "Légion d'Honneur".
- 1931 - Salon officiel à Paris et a une nouvelle exposition personnelle à Bucarest. Il peint le "Portrait de l'avocat Alexandrescu".
- 1932 - Salon officiel à Paris, expose "Portrait d'artiste".
- 1937 - L'Exposition Universelle de Paris, obtient "Le Grand Prix".
- 1940 - Salon officiel à Paris, "Jeunesse Artistique" et troisième exposition de l'Association "Art".
- 1942 - Le Salon Officiel de Bucarest obtient le Prix National de peinture.
- 1943 - 1945 - L'exposition "Oltenia Week" à Craiova, les Salons Officiels et les expositions de l'Association "Art".
- 1946 - Exposition de l'Association "Art".
- 1947 - Exposition de l'Association "Art" de Bucarest.